# Friedhofskreuz (Aillas-le-Vieux)

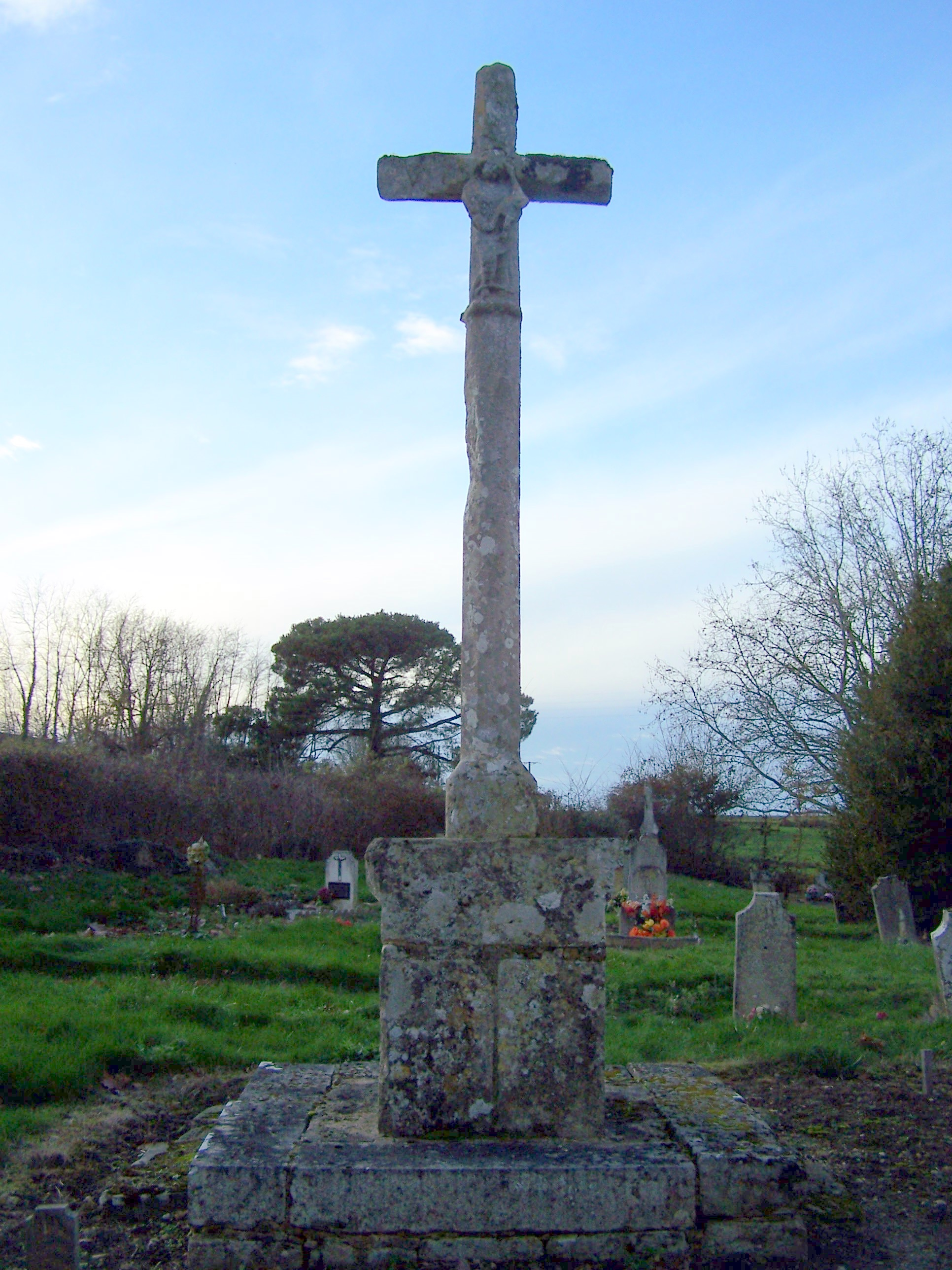
Friedhofskreuz in Aillas-le-Vieux

Das  Friedhofskreuz in Aillas-le-Vieux, einem Ortsteil der französischen Gemeinde Sigalens im Département Gironde in der Region Nouvelle-Aquitaine, wurde im 16. Jahrhundert errichtet. Im Jahr 1987 wurde das Kreuz als Monument historique in die Liste der Baudenkmäler in Frankreich aufgenommen.
Das Kreuz neben der Kirche Notre-Dame steht auf einem quadratischen Sockel. Es zeigt auf der einen Seite Christus und auf der anderen die Madonna mit Kind.